# 엡실론노후네
《엡실론의 방주》(일본어: イプシロンの方舟 -ふね[*])는 KOTOKO의 4번째 앨범을 말한다. 2009년 10월 14일 발매.

## 개요
- 전작 〈UZU-MAKI〉으로부터 2년 10개월만에 발매되는 앨범
- 미수록 싱글곡은 〈칠전팔기☆지상주의!〉[1]〈Special Life!〉〈U make 愛 dream〉〈daily-daily Dream〉〈snIpe〉
- 초회한정판에는 타이틀 곡인〈ε~Epsilon~〉의 PV와 PV의 메이킹 필름을 수록한 DVD가 부록으로 수록되어 있다.
- 〈LITTLE BABY NOTHING〉는 KOTOKO의 앨범 중 처음으로 수록되는 서양 계열 음악의 커버로 원곡은 매닉 스트리트 프리쳐즈의 동명곡. I've의 사운드 프로듀서인 다카세 가즈야가 KOTOKO와 듀엣으로 불러 수록했다.

## 수록 곡
1. ε~Epsilon~(6:50)
작사 : KOTOKO, 작곡・편곡 : 다카세 가즈야
2. 리얼 술래잡기(6:38)
작사 : KOTOKO, 작곡・편곡 : 다카세 가즈야
3. -∞-DRIVE(5:17)
작사 : KOTOKO, 작곡・편곡 : 이우치 마이코
4. scene(4:48)
작사 : KOTOKO, 작곡・편곡 : 다카세 가즈야
〈칠전팔기☆지상주의!〉커플링 곡
5. 雨とギター(4:11)
작사 : KOTOKO, 작곡：나카자와 도모유키, 편곡 : 나카자와 도모유키・오자키 다케시
6. 限界打破(4:33)
作詞・작곡：KOTOKO, 편곡 : 다카세 가즈야
7. モネラの絆(5:24)
작사 : KOTOKO, 작곡・편곡 : C.G mix
8. 하야테처럼!(4:25)
작사 : KOTOKO, 작곡・편곡 : 다카세 가즈야
9. RI←SU→KU(4:07)
작사 : KOTOKO, 작곡：나카자와 도모유키, 편곡 : 나카자와 도모유키・Charlie Tanaka
10. HELLION(5:22)
작사 : KOTOKO, 작곡・편곡 : 이우치 마이코
11. Geoglyphs(5:23)
작사 : KOTOKO, 작곡：C.G mix, 편곡 : C.G mix・호시노 다케시
12. BLAZE(5:07)
작사 : KOTOKO, 작곡・편곡 : 다카세 가즈야
13. LITTLE BABY NOTHING（보컬：KOTOKO, 다카세 가즈야）(4:27)
written by James Dean Bradfield・Richard Edwards・Nicholas Allen Jones・Sean Moore